# Yoshitomo Nara
Yoshitomo Nara (奈良美智?  Hirosaki, 1959) artista japonés contemporáneo.
Se licenció en Bellas Artes en la Universidad de Aichi en 1985, consiguiendo un máster en esta misma universidad en 1987. Entre 1988 y 1993, estudió en la Kunstakademie Düsseldorf, en Düsseldorf.

## Obra
Nara surgió del movimiento art pop japonés de los años 1990. Sus obras son, a la par, belicosas y sencillas e ingenuas, en ellas representa niños o animales que llevan armas y mantienen una mirada inquisitiva, pero para Nara, sus creaciones no son en absoluto agresivas.
Ha llegado a convertirse en artista de culto, sus obras naïves, bizarras, perversas o atrevidas intrigan por su simbolismo en la frialdad y la violencia. Se observan en ellas claras influencias del manga, los dibujos animados estadounidenses, el anime, el grafiti y el arte punk para amalgamar la inocencia y la malicia humana en productos que muchos enmarcan dentro del Japón de la posguerra. 
.